# اطلاعات نادرست

تفاوت بین گمراه‌سازی / اطلاعات نادرست

اطلاعات نادرست یا اطلاعات غلط (به انگلیسی: Misinformation) اطلاعات و داده‌هایی را می‌گویند که نادرست یا غیر دقیق‌اند. نمونه‌هایی از اطلاعات نادرست عبارتند از شایعات بی‌پایه یا توهین و شوخی جدی‌نما. در فرهنگستان زبان کژاطلاعات را معادل آن قرار داده‌اند. 
پخش و انتشار غیرعمدی و سهوی اطلاعات غلط را غلط‌رسانی می‌گویند. به پخش عمدی اطلاعات نادرست و خبرهای جعلی دروغ‌رسانی (به انگلیسی: disinformation) گفته می‌شود که شامل محتوای مخرب مانند حقه و تبلیغات از طریق رسانه می‌شود. دروغ‌رسانی به صورت هدفمند و عمداً و به منظور فریب دادن انجام می‌شود و از تأثیرات اصلی آن افزایش ترس و سوءظن در بین عموم مردم است.. این دو مفهوم همچنین با لطمه‌رسانی (malinformation) تفاوت دارند.‎